# Флинн, Майкл Томас
Майкл Томас Флинн (англ. Michael Thomas Flynn; род. 24 декабря 1958, Мидлтаун, Род-Айленд) — генерал-лейтенант армии США в отставке, 18-й директор Разведывательного управления Министерства обороны (2012—2014), бывший командующий Объединённого командования функционального компонента по вопросам разведки, наблюдения и рекогносцировки и бывший член Совета военной разведки. Советник президента США по национальной безопасности (20 января — 13 февраля 2017).

## Биография
В 1981 году окончил Род-Айлендский университет со степенью бакалавра наук, после чего проходил обучение в Корпусе подготовки офицеров запаса. Затем он служил в 82-й воздушно-десантной дивизии (XVIII-й воздушно-десантный корпус) и Совместном командовании специальных операций США. Он также служил в 25-й пехотной дивизии, Объединённом учебном центре боевой подготовки армии и Центре разведки армии США.
Флинн получил степень магистра делового администрирования в Университете «Голден Гейт», магистра военного искусства и науки в Командно-штабном колледже армии США, магистра искусств в области национальной безопасности и стратегии в Военно-морском колледже и почетного доктора в Институте мировой политики в Вашингтоне, округ Колумбия.
Он работал помощником начальника штаба, G2 (разведка), XVIII воздушно-десантного корпуса (Форт-Брэгг, штат Северная Каролина) с июня 2001 года и директором разведки, Joint Task Force 180 в Афганистане до июля 2002 года. Флинн командовал 111-й бригадой военной разведки с июня 2002 по июнь 2004 года.
Флинн был директором разведки в Объединённом командовании специальных операций в период с июля 2004 по июнь 2007 года, служил в Афганистане (операция «Несокрушимая свобода») и Ираке. Он занимал должность директора разведки в Центральном командовании с июня 2007 по июль 2008 года, работал директором разведки в Генштабе с июля 2008 по июнь 2009 года и директором разведки в Международных силах содействия безопасности в период с июня 2009 по октябрь 2010 года.
В сентябре 2011 года Флинн был повышен до генерал-лейтенанта и переведён в Офис директора Национальной разведки.
Хотя ранее он был демократом, с февраля 2016 года он работал советником президентской кампании Дональда Трампа.
10 декабря 2015 года Флинн был замечен журналистами на праздновании 10-летнего юбилея Russia Today, где сидел рядом с Владимиром Путиным. Флинн в связи с этим дал интервью Washington Post и сказал, что ни о чём не говорил с Путиным, кроме короткого представления. В этом же интервью генерал признал, что получает от RT денежное вознаграждение за консультации. По мнению Би-би-си и других СМИ, Майкл Флинн в администрации Дональда Трампа является связующим звеном по заключению политической сделки с Владимиром Путиным по Сирии, так как ранее публично заявлял через RT о необходимости такой сделки.
18 ноября 2016 года избранный президент США Дональд Трамп предложил Майклу Флинну пост советника по национальной безопасности. 20 января 2017 года назначен на должность, однако уже 13 февраля вынужденно подал в отставку, после разразившегося скандала из-за появившейся информации об обсуждении антироссийских санкций с послом РФ в США С. Кисляком. Отставка была принята президентом Трампом.
25 ноября 2020 года помилован президентом Трампом.
2 декабря 2020 года, после президентских выборов, Флинн призвал президента Трампа объявить в стране военное положение и провести новые президентские выборы, но уже под надзором военных, чтобы избежать новой гражданской войны.
В октябре 2022 Флинн публично дал высокую оценку В. Путину и Д. Медведеву, а президента Украины Зеленского назвал "опасным дураком".

## Награды и знаки отличия
Генерал-лейтенант Флинн удостоился следующих наград:
| | |                                  |                                                         |
| \| | |                                  |                                                         |
| Бронзовый пучок дубовых листьев | Бронзовый пучок дубовых листьев · Бронзовый пучок дубовых листьев · Бронзовый пучок дубовых листьев | Серебряный пучок дубовых листьев |                                                         |
| Бронзовый пучок дубовых листьев · Бронзовый пучок дубовых листьев · Бронзовый пучок дубовых листьев · Бронзовый пучок дубовых листьев | Бронзовый пучок дубовых листьев                                                                     | Бронзовая звезда за службу       | Бронзовая звезда за службу · Бронзовая звезда за службу |
| | Бронзовая звезда за службу · Бронзовая звезда за службу · Бронзовая звезда за службу                |                                  |                                                         |
| | |                                  |                                                         |
| | |                                  |                                                         |
| | |                                  |                                                         |

| Badge   | Master Parachutist Badge                                            | Master Parachutist Badge                                           | Master Parachutist Badge                                                    | Master Parachutist Badge                                                    |
| 1-й ряд | Медаль «За выдающуюся службу в вооружённых силах»                   | Медаль «За выдающуюся службу в вооружённых силах»                  | Медаль «За отличную службу» с тремя бронзовыми дубовыми листьями            | Медаль «За отличную службу» с тремя бронзовыми дубовыми листьями            |
| 2-й ряд | Орден «Легион почёта» с одним бронзовым дубовым листом              | Бронзовая звезда с тремя бронзовыми дубовыми листьями              | Медаль «За похвальную службу» с одним серебряным дубовым листом             | Похвальная медаль Объединённого командования                                |
| 3-й ряд | Армейская Похвальная медаль с четырьмя бронзовыми дубовыми листьями | Army Achievement Medal с одним бронзовым дубовым листом            | Медаль «За службу национальной обороне» с одной бронзовой звездой за службу | Медаль экспедиционных вооружённых сил с двумя бронзовыми звёздами за службу |
| 4-й ряд | Медаль «За кампанию в Афганистане»                                  | Медаль «За Иракскую кампанию» с тремя бронзовыми дубовыми листьями | Медаль «За службу в экспедиционных войсках глобальной войны с терроризмом»  | Медаль «За участие в глобальной войне с терроризмом»                        |
| 5-й ряд | Медаль «За гуманитарную помощь»                                     | Army Service Ribbon                                                | Overseas Service Ribbon                                                     | Медаль НАТО                                                                 |
| Значок  | Office of the Joint Chiefs of Staff Identification Badge            | Office of the Joint Chiefs of Staff Identification Badge           | Office of the Joint Chiefs of Staff Identification Badge                    | Office of the Joint Chiefs of Staff Identification Badge                    |
| Badge   | Ranger tab                                                          | Ranger tab                                                         | Ranger tab                                                                  | Ranger tab                                                                  |

| Другие знаки отличия служб США |                                                                 |
|                                | US Intelligence Community’s Gold Seal Medallion                 |
|                                | National Intelligence Distinguished Service Medal               |
|                                | National Security Agency Director’s Distinguished Service Medal |
|                                | US Coast Guard Distinguished Public Service Award               |